# М-Радио
М-Радио — российско-французская радиостанция, начавшая вещание 14 января 1991 года. Официальный день рождения: 28 февраля 1991. 6 января 2000 года вещание было прекращено. Под старым названием, со старыми джинглами, но с новыми учредителями вещание было возобновлено 4 сентября 2006 года, но в начале 2008 года вещание радиостанции было прекращено.
С 1 октября 2015 года радиостанция возобновила вещание в формате веб-радио.

## Частоты вещания
- Минусинск — 103.2 МГц
- Стерлитамак и Салават — 103.5 МГц (Молчит)

#### Свернуто Вещание
- Москва и Московская область до 2000 года — 71.3 МГц «нижнего / советского УКВ» (УКВ OIRT). Передатчик и антенны располагались на Останкинской башне, высота подвеса антенны 420 м, с 4 сентября 2006 года по 20 января 2008 года — 96,4 МГц.

Формат радиостанции до 2000 года: CHR / rock 
2006—2007 годы: музыка М-Радио 90-х + небольшое количество новинок.

## История
Согласно Договору о создании и деятельности советско-французского предприятия «М-Радио» от 21 июля 1990 года и Устава СП от 16 июня 1990 года, Участниками СП являлись:
- Союз советских обществ дружбы и культурной связи с зарубежными странами (1/3 уставного фонда),
- Общесоюзная радиотелевизионная передающая станция Министерства связи СССР (1/3 уставного фонда)
- Фирма B-COM, Франция (1/3 уставного фонда).

Из-за серьёзных разногласий между российской и французской сторонами, российские участники в январе 1994 году параллельно с СП «М-Радио» зарегистрировали Товарищество с ограниченной ответственностью "Редакция радиопрограммы «М-Радио — Новая волна». Согласно Договору о создании ТОО и Устава от 12 декабря 1993 года, учредителями стали:
- Главный центр радиовещания и телевидения Российской Федерации (50 % Уставного фонда)
- Российская ассоциация международного сотрудничества (50 % Уставного фонда).

В ведении ТОО «М-радио — Новая волна» постепенно передавались функции создания радиопрограмм, оборудование радиостанции. В результате, французское участие в деятельности «М-радио» вскоре прекратилось. В связи с нежеланием владельцев вкладывать средства в развитие станции прекратились закупки нового оборудования, «фирменным стилем» «М-радио» стали постоянные сбои при воспроизведении компакт-дисков («прыгающие диски»). Также владельцы радиостанции не прикладывали особых усилий для получения лицензии на вещание в «верхнем» УКВ-диапазоне (УКВ CCIR) на фоне постепенно уменьшающегося парка радиоприемников, принимающих в «нижнем / советском УКВ» (УКВ OIRT). Все это привело «М-радио» на нижние строчки рейтинговых таблиц.
С 1998 года радиостанция была продана государственному концерну ОАО Концерн «Радио Центр». Новые владельцы оборудовали для радиостанции современный студийный комплекс, но без частоты в «верхнем» УКВ-диапазоне и свежих творческих идей конкурировать с другими радиостанциями было сложно. 28 июня 1999 года вещание «М-радио» было  практически прекращено, на частоте 71.3 МГц круглосуточно стартовал радиопроект «Русский хит». Осенью 1999 года появились проблемы с лицензией, на частоту 71.3 МГц возвратили техническое вещание М-радио, сократив время вещания проекта «Русский хит». Однако, предпринятые меры не помогли, и 6 января 2000 года в полночь М-радио на 71.3 МГц было полностью отключено  от эфира.
С 2006 года бренд «М-Радио» принадлежит холдингу АРС (с 2013 года реформирован в Krutoy Media).
4 сентября 2006 года в 22:00 «М-Радио» снова вернулось в московский эфир на частоте 96,4 МГц, но попытка возродить «легенду» оказалась неудачной, и через год после запуска проект был закрыт. На частоте 96,4 МГц в эфир вышло радио «XFM», принадлежащее холдингу АРС.
1 октября 2015 года вещание радиостанции началось в формате веб-радио. Очередная попытка реинкарнации принадлежит владельцам марки — холдингу Игоря Крутого и Михаила Гуцериева «Krutoy Media».

## Интересные факты
- Большинство слушателей считает, что джинглы были озвучены человеком грузинского происхождения. Существовала версия, что их озвучивал Франсуа Демье, входящий в состав дирекции от французской стороны. На самом деле голосом М-радио стал французский актёр Alain Dorval  (†9 августа 1946 - 13 февраля 2024), дублировавшего Сталлоне и Шварценеггера во французских переводах фильмов. По-русски он читать не умел, и джинглы ему писали на латинице — в транслите. Получилась фирменная «фишка» М-Радио, джинглы с «грузинским» акцентом.  После ухода французской стороны часть джинглов исчезла, часть испортилась. Изначально они были записаны на магнитной ленте. Позже из нарезаных кусочков старых джинглов создали новые. В 1998—1999 годах в прежнем стиле были записаны джинглы голосом Алексея Вострякова.Дорваль, Ален[2]